# Danh sách sông ở Tajikistan
Đây là danh sách sông ở Tajikistan:
- Amu Darya/Panj
- Bartang
- Gunt
- Kofarnihon (Kafirnigan)
- Kyzylsu
- Muksu
- Murghab
- Obihingou
- Oksu
- Syr Darya
- Surkhandarya
- Vakhsh/Surkhob
- Vanj
- Yazgulyam
- Zeravshan